# Ahigal de Villarino
Ahigal de Villarino là một đô thị ở tỉnh Salamanca, phía tây Tây Ban Nha, cộng đồng tự trị Castile-Leon. Đô thị này có diện tích 24,11 km2, dân số năm 2008 là 45 người.
Ahigal de Villarino nằm ở độ cao 766 m trên mực nước biển.